# The Hitchhiker (serie de televisión)
The Hitchhiker es una serie antológica de misterio de televisión, que estuvo en emisión entre 1983 y 1987 en los canales HBO y The Movie Network en Canadá. Más tarde la serie se trasladaría al canal USA Network entre 1989 y 1991.

## Argumento
Cada episodio era presentado y concluido por un misterioso vagabundo conocido tan solo como "El Autoestopista" o “El caminante”. Cada capítulo explora las debilidades humanas y la oscuridad del alma. El personaje principal fue interpretado por Nicholas Campbell de 1983-1984 (3 episodios), y Page Fletcher desde 1984 a 1991 (82 episodios). Hubo un total de 85 episodios en seis temporadas.